# Irland
 For alternative betydninger, se Irland (flertydig). (Se også artikler, som begynder med Irland)
Irland (irsk: Éire; engelsk: Ireland), eller Republikken Irland (irsk: Poblacht na hÉireann; engelsk: Republic of Ireland) er et land i det nordvestlige Europa. Republikken Irland omfatter størstedelen af øen Irland, der i 1921 blev delt mellem Republikken Irland og Nordirland. Nordirland er en del af Det Forenede Kongerige Storbritannien og Nordirland og udgør omkring en sjettedel af øen Irland. Landarealet udgør 68.883 km². Indbyggertallet i 2021 var anslået til 5.011.500. Befolkningstæthed 72,75 indbyggere per km2. Befolkningstilvæksten var i den seneste femårsperiode (2011-2016) faldet til cirka 30.000 om året fra 60.000 om året i perioden fra 2006 til 2011.
Irland er medlem af EU, OECD og FN. Irlands politik om neutralitet betyder, at landet ikke er medlem af NATO.

## Historie
Der er for få eller ingen kildehenvisninger i dette afsnit, hvilket er et problem. Du kan hjælpe ved at angive troværdige kilder til de påstande, som fremføres.

Irlands historie går tilbage til omkring 8.000 f.Kr., da de første jægere og samlere drog fra Europa til Irland formentlig via en landtange. Der findes meget få spor fra de tidligste indvandrere, men deres efterkommere særligt fra den iberiske halvø efterlod sig i yngre stenalder store neolitiske fundsteder som Poulnabrone Dolmen og Newgrange. Kristne missionærer som Sankt Patrick indførte kristendommen fra cirka 400.
Fra omkring 800 og 100 år frem angreb vikinger kysten og skabte blodbad og kaos i de små kongedømmer og i de blomstrende, vidt udbredte keltiske klostre. 
Begge institutioner var dog stærke nok til at overleve og endda assimilere indvandrerne. Anglo-normanniske lejetropper kom i 1169 under ledelse af Richard de Clare, 2. jarl af Pembroke, også kendt som Strongbow (= Stærke bue). De markerede begyndelsen på mere end 700 års direkte normannisk/engelsk indblanden i Irland. Den engelske krone krævede ikke fuld kontrol over øen før den engelske reformation, hvor spørgsmål om de irske vasallers loyalitet skabte grobund for en række militære felttog 1534-1691. Tiden var præget af protestantiske bosættere fra England. Som følge af Irlands militære og politiske nederlag fra begyndelsen af 1600-tallet blev de religiøse skillelinjer i landet tydeligere. Sekterisme har været et stadigt tilbagevendende fænomen i irsk historie. 
I 1613 mistede den katolske majoritet magten i det irske parlament gennem nye engelsk-skabte valgkredse, som fra slutningen af århundredet blev fuldstændigt gennemført, så katolikkerne, der udgjorde 85 % af befolkningen, fik begrænset deres stemmeret. Den politiske magt lå hos de få protestantiske bosættere, og den katolske majoritet blev systematisk undertrykt, politisk og økonomisk. I 1801 nedlagdes koloniens parlament, og Irland blev med unionsloven en del af Det Forenede Kongerige Storbritannien og Irland. Katolikker var udelukket fra at sidde i parlamentet indtil 1829.
Fra 1880'erne stræbte Irish Parliamentary Party efter irsk hjemmestyre gennem parlamentarisk pres for at gennemføre hjemmestyreloven. Den blev i 1914 udskudt som følge af udbruddet af 1. verdenskrig. 
I 1920 vedtog Storbritanniens kongres hjemmestyreloven Government of Ireland Act 1920, også kendt som den fjerde lov om hjemmestyre. Resultatet var to separate hjemmestyreområder i Irland: Øen blev opdelt i et Nordirland, som grundlagde deres parlament ud fra denne lov, og i et Sydirland, hvor den aldrig blev gennemført.
Efter den irske uafhængighedskrig i 1922 løsrev de 26 sydlige grevskaber sig og dannede Den Irske Fristat, efter 1937 Den Irske Republik. De seks nordøstlige grevskaber kendt som Nordirland forblev en del af Det Forenede Kongerige. Nordirlands historie har været præget af konflikter mellem nationalister (primært katolske) og unionister (primært protestanter). Konflikten brød ud i form af The Troubles i slutningen af 1960'erne og varede til freden 30 år senere.

## Demografi
Der er for få eller ingen kildehenvisninger i dette afsnit, hvilket er et problem. Du kan hjælpe ved at angive troværdige kilder til de påstande, som fremføres.

Irlands befolkning er af keltisk oprindelse. Kelterne i Irland er et af de keltiske folk, som har taget flest omveje under vandringen. Fra hjemlandet, i det nuværende Tyskland og Østrig, vandrede de ned til Den Iberiske Halvø og blandede sig her med ibererne. Disse kelter-iberer udvandrede til Irland omkring 1.000 år før vor tidsregning. 
Landets officielle sprog er irsk, men er i realiteten erstattet af engelsk. Irsk er siden 2007 officielt EU-sprog. Det tales kun af omkring 30.000 mennesker i nogle spredte områder i det vestligste Irland. 
De områder i Irland, hvor irsk er officielt anerkendt som majoritetens primære sprog, kaldes for Gaeltacht.
Der bor cirka 85.000 mennesker i Gaeltacht-områderne, som særligt er koncentreret i countyerne Donegal, Mayo, Galway, Kerry og Cork. Her er irsk administrationssprog, det vigtigste undervisningssprog i skolerne, og færdselsskiltene har normalt kun irsk tekst. Der findes også mindre irsk-talende områder andre steder, blandt andet i countyerne Waterford og Meath.
I midten af 1800-tallet faldt indbyggertallet drastisk som følge af fattigdom, svigtende høst, hungersnød og gengældelsesforanstaltninger fra det engelske herredømme. Indbyggertallet faldt fra omkring 6,5 millioner i året 1841 til 3 millioner i 1921; mange udvandrede til Storbritannien og særligt USA. Uafhængigheden af Det Forenede Kongerige Storbritannien og Irland i begyndelsen af 1920'erne førte til forbedrede levevilkår. Alligevel faldt indbyggertallet stadig, dog ikke så stærkt. 
Et demografisk lavpunkt blev nået i 1960'erne med omkring 2,82 millioner indbyggere. Siden har befolkningstallet udviklet sig positivt til omkring 4.456.000 (2010). Det øgede indbyggertal skyldes mest indvandring, men også fødselsoverskud. 
Befolkningens gennemsnitslevealder er 77 år for mænd og 82 år for kvinder.

### Religion
Der er for få eller ingen kildehenvisninger i dette afsnit, hvilket er et problem. Du kan hjælpe ved at angive troværdige kilder til de påstande, som fremføres.

78,3 % af befolkningen er medlem af den Romersk-katolske kirke, mens 2,6 % hører til den anglikanske kirke "Church of Ireland". Lidt over 1 % af befolkningen er muslimer, mens 9,8 % oplyser, at de ikke tilhører nogen religion (2016).
Irlands Romerske-katolske Kirke består af fire ærkebiskopdømmer med sæde i Armagh, Dublin, Tuam og Cashel. Den katolske kirkes leder for øen Irland er ærkebiskoppen af Armagh.
Den Presbyterianske Kirkes medlemmer er overvejende efterkommerne af skotske indvandrere og derfor mest udbredt i Nordirland.
Desuden er der små metodistiske og luthersk evangeliske kirker. Med 1.591 medlemmer (2005) er Kvækerne en lille menighed, men den næststørste i Europa.

## Politik
Der er for få eller ingen kildehenvisninger i dette afsnit, hvilket er et problem. Du kan hjælpe ved at angive troværdige kilder til de påstande, som fremføres.

Irland er en republik med parlamentarisk regeringssystem. Præsidenten (Uachtarán na hÉireann) vælges for syv år ad gangen og er republikkens statsoverhoved. Siden 2011 har Michael D. Higgins været Irlands præsident. 
Irlands parlament, Oireachtas, omfatter foruden præsidenten de to kamre, Dáil Éireann (det folkevalgte kammer) og Seanad Éireann (Senatet). Alle tre har hjemme i Dublin. Præsidentens embedsbolig, Áras an Uachtaráin, ligger i byens største park, Phoenix Park. Boligen var tidligere residens for generalguvernøren i Den Irske Fristat. De to kamre mødes i Leinster House, der har været anvendt til formålet siden dannelsen af fristaten i 1922.
Regeringen har til huse i Government Buildings. I 1921 mødtes House of Commons for Sydirland i bygningen, og da Den Irske Fristat blev en realitet, gjorde regeringen Government Buildings ved siden af Leinster House til midlertidigt hjemsted for enkelte ministerier. Senere blev begge bygninger permanente regerings- og parlamentsbygninger.
Regeringschefen Taoiseach udnævnes af præsidenten efter forslag fra parlamentet. Statsministeren er gerne lederen af det største politiske parti eller den koalition, som vinder flest sæder ved parlamentsvalget. Parlamentet består af to kamre: Seanad Éireann (Senatet) med 60 medlemmer, og Dáil Éireann (Underhuset) med 166 medlemmer. For hver 20.000 til 30.000 indbyggere vælges et medlem i de 43 valgkredse, som hver vælger fra tre til fem mandater alt efter, hvor stor valgkredsen er. Senest 30 dage efter, at Dáil Éireann er opløst, skal valget finde sted. Medlemmerne af Underhuset vælges for fem år ad gangen, men en tidligere opløsning er mulig.
Regeringen har højst 15 medlemmer. Af dem må ikke flere end to ministre komme fra senatet, mens premierministeren og finansministeren skal tilhøre underhuset Dáil Éireann.

## Aktuel politik
Der er for få eller ingen kildehenvisninger i dette afsnit, hvilket er et problem. Du kan hjælpe ved at angive troværdige kilder til de påstande, som fremføres.

Ved parlamentsvalget den 24. maj 2007 blev Taoiseach Bertie Ahern fra det liberalt-konservative parti Fianna Fáil igen regeringschef i spidsen for en koalitionsregering, som ud over landets største parti, Fianna Fáil, omfattede partierne Progressive Democrats (opløst 2008) og Green Party. Den 2. april 2008 meddelte Bertie Ahern, at han trak sig tilbage fra premierministerposten og som partileder den 6. maj 2008. Han blev den 7. maj 2008 afløst på begge poster af Brian Cowen. 
Den 12. juni 2008 gjorde Irland sig bemærket i EU som det eneste land, der gik til afstemning om Lissabon-traktaten. Irerne stemte nej. Ved den anden folkeafstemning den 2. oktober 2009 om Lissabontraktaten i Irland sagde et flertal på 67,13 % ja til den nye traktat. 
I februar 2011 var der på grund af en regeringskrise igen valg til parlamentet. Det stærkeste parti Fianna Fáil fik beskedne 17,4 % af stemmerne og dermed kun 20 sæder i Dáil Éireann. Fine Gael blev det største parti med 76 sæder (+ 25). Det næststærkeste parti blev det socialdemokratiske Labour Party med 37 (+ 17) sæder. Sinn Féin fik 14 (+ 10) sæder. De uafhængige kandidater opnåede 15 (+ 10) sæder. Det lykkedes også partierne People Before Profit Alliance og Socialist Party at blive repræsenteret med hver to sæder. Green Party og Progressive Democrats er efter valget i 2011 ikke længere repræsenteret i Dáil Éireann.
Den 9. marts 2011 udnævntes en ny koalitionsregering bestående af partierne Fine Gael og Labour, med Enda Kenny fra Fine Gael som premierminister.
Den 70-årige digter og tidligere kulturminister Michael D. Higgins fra Irish Labour Party valgtes den 27. oktober 2011 til Irlands præsident, fra december 2011, som afløser for landets præsident gennem 14 år, Mary McAleese.
| Irske partier                 | Grundlagt | Ideologi               | Formand       |
| ----------------------------- | --------- | ---------------------- | ------------- |
| Fianna Fáil                   | 1926      | Konservatisme          | Brian Cowen   |
| Fine Gael                     | 1933      | Liberal-konservatisme  | Enda Kenny    |
| Sinn Féin                     | 1905      | Demokratisk socialisme | Gerry Adams   |
| Green Party                   | 1981      | Grøn ideologi          | John Gormley  |
| Irish Labour Party            | 1912      | Demokratisk socialisme | Eamon Gilmore |
| People Before Profit Alliance | 2005      | Demokratisk socialisme | Ingen         |

### Politi og militær
Irlands politi Garda Síochána na hÉireann, forkortet Garda eller Gardai, betegner nationalpolitiet i Irland. Øvrigheden er underlagt en af den irske regerings indsatte politipræsident (Commissioner). Hovedkvarteret befinder sig i Phoenix Park i Dublin. 
Gardaen blev oprettet i 1922, de omkring 9.000 uniformerede medlemmer er normalt ubevæbnede. De suppleres af cirka 1.700 uniformerede Garda Detectives, som bærer håndvåben og er ansvarlige for personbeskyttelsen. Yderligere findes den svært bevæbnede Emergency Response Unit. Irland er inddelt i seks politiregioner, herunder Dublin Metropolitan-regionen, som er ledet af en Regional Assistant Commissioner.
Irlands forsvar består af tre forsvarsgrene med den officielle betegnelse Óglaigh na hÉireann, der kan oversættes til «Irlands frivillige» eller «Irlands krigere». Styrkernes øverstkommanderende er Irlands præsident, men forsvarsministeren har det politiske ansvar.
Forsvaret består af:
- Arm na hÉireann, den irske hær, med 8.500 soldater (samt 13.000 i reserven).
- Cabhlach na hÉireann, den irske marine, med 1.144 marinesoldater.[10]
- Aerchór na hÉireann, det irske flyvevåben, med 750 flyversoldater.

## Geografi
Øen Irland har et areal på 84.421 km², hvoraf 83 % tilhører Republikken Irland. Øen er afgrænset af Atlanterhavet mod vest. Mod nordøst af Nordkanalen, i øst af det Irske hav, i sydøst af Skt. Georges Kanal, og i sydvest af det Keltiske hav. 
Kun tre af Irlands bjerge er over 1.000 meter, mens 455 bjerge er over 500 meter. Det højeste bjerg er det 1.038 meter høje Carrauntoohil i Macgillycuddy's Reeks, en kæde af sandstensformede bjerge i Kerry. Her ligger også de to andre irske bjerge over 1.000 meter. Andre kendte bjerge er Mount Brandon og Croagh Patrick.
Den største flod er Shannon, som udmunder i den 113 kilometer lange tidevandspåvirkede fjord, the Shannon Estuary. Inklusive dette fjordområde er River Shannon 340 kilometer lang. Floden deler det centrale lavland fra den mere kuperede vestlige del. Andre større floder er Bann, Blackwater, «de tre søstre» Nore, Suir og Barrow, Liffey og Boyne.
Irlands kyst er præget af mange halvøer med bugter og fjorde. Både bugter, fjorde og indsøer betegnes med det irsk-gæliske Lough. Østkysten syd for Nordirland har ikke mange bugter. Men der er undtagelser: Cooley-halvøen mellem Carlingford Lough og Dundalkbugten, halvøen Howth og Dublin Bugt ved udløbet af Liffey og Wexford Harbour i syd ved byen Wexford. Den største ø på østkysten er Lambay nord for Dublin. Den vestlige kyst består af klipper, bakker og af landskaber med mange bugter, halvøer og øer.
De største byer i Irland er: Hovedstaden Dublin med 1.045.769 indbyggere, som ligger ved østkysten. I syd ligger Cork med 190.384 indbyggere. Limerick med 90.757 indbyggere ligger i den vestlige midte. Galway har 72.729 indbyggere og ligger ved vestkysten. Waterford, hvor der bor 49.213 mennesker, ligger ved den sydøstlige kyst. (Se Byer i Irland).

## Klima
Irland har et maritimt klima og er kraftig påvirket af Atlanterhavet og Golfstrømmen i vest. Klimaet ligner Storbritanniens, men med mindre temperaturvariationer og over 50 % mere nedbør. Den højeste sommertemperatur er sjældent over 30 ºC. Om vinteren kan der af og til optræde frost, men temperaturen kommer sjældent under seks minusgrader. Kulde fra nord eller øst har som regel dæmpet sig på vejen over havet til Irland, og det koldeste, der nogensinde er målt, er 19 minusgrader. Om vinteren er der i gennemsnit kun en uge med sne, dog lidt flere dage i højereliggende områder. Langs atlanterhavskysten er der derimod næsten ingen dage med sne. Sommeren er forholdsvis kølig med samme temperaturer som i Skotland, og i de nordligste områder når temperaturen sjældent over 20 °C. Det regner meget i Irland. I nogle områder er det målt op til 275 regnvejrsdage om året.
Nedbøren fordeler sig jævnt over hele øen, men de vestlige områder får de største mængder. Vestkystområderne er også udsat for kraftige vinde, når vinterstormene fra vest passerer forbi. Den tørreste tid om året er sidst på foråret og tidligt om sommeren, særligt i de nordlige og østlige egne. Dublin ligger i det tørreste område af Irland med en årlig gennemsnitlig nedbørsmængde på 762 mm, mens vestkysten af Irland har omkring 1.400-1.500 mm. Der er sjældent tordenvejr i Irland. De nordvestlige områder har tordenvejr omkring 10 gange om året, oftest om vinteren.

## Administrativ inddeling
Republikken Irland består af provinserne Connacht, Leinster, Munster og Ulster, der igen er opdelt i amter (Countys). Provinserne har i nutiden ingen betydning for statens forvaltning og spiller kun en rolle i sporten, da denne i Irland er organiseret kommunalt. Local Government Reform Act 2014 reducerede fra 2014 antallet af kommuner til 31. Senest i 2021 ville Galway City Council fusionere med Galway County Council. Dermed ville der være 30 kommuner. Det er ikke sket endnu (ultimo april 2022). Det første kommunalvalg til de nye kommuner fandt sted fredag den 23. juni 2014.
|  | 1. County Fingal 2. Dublin 3. South Dublin 4. Dun Laoghaire-Rathdown 5. County Wicklow 6. County Wexford 7. County Carlow 8. County Kildare 9. County Meath 10. County Louth 11. County Monaghan 12. County Cavan 13. County Longford 14. County Westmeath 15. County Offaly 16. County Laois 17. County Kilkenny | 1. County Waterford 2. Cork 3. County Cork 4. County Kerry 5. County Limerick 6. County Tipperary 7. County Clare 8. County Galway 9. Galway 10. County Mayo 11. County Roscommon 12. County Sligo 13. County Leitrim 14. County Donegal |

## Kultur
Der er for få eller ingen kildehenvisninger i dette afsnit, hvilket er et problem. Du kan hjælpe ved at angive troværdige kilder til de påstande, som fremføres.

Irland er det eneste land i verden, der har et musikinstrument som nationalsymbol – nemlig harpen. Den irske musik er særlig kendt gennem de typiske instrumenter som fiddle (violin), flute (irsk tværfløjte), whistle (tinwhistle), concertina, Uilleann pipes (irsk sækkepibe), bodhrán (irsk rammetromme), irsk bouzouki, mandolin, guitar, banjo og harpe. Længe var den instrumentale og den vokale musik adskilt. De blev først bragt sammen op gennem 1700-tallet. 
Irsk folkemusik er en genre inden for folkemusikken og er kendt over hele verden. På trods af emigration og kontakt med musik fra Storbritannien og USA har folkemusikken i Irland holdt fast i mange af sine traditionelle aspekter, ligesom genren har været med til at influere mange musikalske genrer, inklusive amerikansk folkemusik, rock og punk rock. Mange kunstnere har fusioneret de irske musiske rødder med andre musikalske påvirkninger og opnået bred succes.
Særlig The Dubliners og The Pogues har været med til at gøre irsk folkemusik kendt. Men også navne som U2, Westlife, Boyzone med forsangeren Ronan Keating, Johnny Logan, The Corrs, The Chieftains er kendte. Irland har vundet Eurovision Song Contest syv gange; fire gange på fem år, hvoraf tre år med Johnny Logan som solist.
Et særligt element i den irske musik er irsk dans; solodans og gruppedans. Begge former er kendetegnet gennem en ret holdning, armene ved siden og raske fodbevægelser. Irsk solodans har i mange år hovedsagelig været en konkurrenceform. Riverdance er en sceneopførelse, der overvejende består af den traditionelle irske stepdans og keltisk musik. Det specielle ved Riverdance er, at omkring 20 dansere stepper synkront.
De altdominerende irske øltyper er irsk stout og red ale. De mest kendte mærker er Guinness og Kilkenny, men også Murphys og Beamish er udbredte navne. De senere år er der opstået flere mindre bryggerier, som dels brygger traditionelle typer, dels er inspireret af brygtraditioner fra andre egne.

## Irsk litteratur
- George Augustus Moore, 1852-1933.
- Oscar Wilde, 1854-1900.
- George Bernard Shaw, 1856-1950.
- James Joyce, 1882-1941.
- Samuel Beckett, 1906-1989.
- Roddy Doyle, 1959-.

Irsk litteratur strækker sig over 1.500 år tilbage i historien. De første spor af sproget er gravskrifter i Ogam-alfabetet, som svarer til Runealfabetet. I de første litterære kilder fra 700- og 800-tallet blev det latinske alfabet indført af kristne misionærer. 
Indtil 1100-tallet var den irske litteratur en aristokratisk litteratur og blev varetaget af en professionel gruppe filid (seere). De skulle kende sagaerne og slægtshistorierne og digte lovprisninger og således hylde den styrende klasses pragt. Fra 1100-tallet blev traditionerne forvaltet af verdslige familier, hvor digtningen gik videre til næste generation. 
I 1800-tallet begyndte en strømning, der skulle bringe Irlands keltiske fortid til hæder igen. Charlotte Brooke (cirka 1740-1793) var den første, som arbejdede for at få irsk litteratur oversat til engelsk. Efterhånden bredte interessen sig blandt irerne for deres oprindelige sprog og kultur. Poesien fik sin store udøver i Thomas Moore, der med sine Irish Melodies gav irske melodier engelsk tekst.
I slutningen af 1800-tallet udgav Oscar Wilde og George Bernard Shaw deres værker, men de skrev hverken om eller for Irland og udgjorde slutningen af en angloirsk tradition, der ændrede karakter. Den republikanske bevægelse, som endte med at føre til irsk uafhængighed, havde sine digtere, Patrick Pearse, Thomas MacDonagh og Joseph Mary Plunkett. De blev alle henrettet efter Påskeopstanden 2. påskedag 1916.
Enkelte irske forfattere skriver stadig på irsk, men de fleste kendte irske værker af forfattere som William Butler Yeats, James Joyce, Samuel Beckett, George Augustus Moore er skrevet på engelsk.
George Moore skrev romaner efter mønster af fransk naturalisme, men er mest kendt for sit erindringsværk Hail and Farewell, hvor han beskriver periodens ledende litterære skikkelser. Videre skrev James Stephens (1882-1950) fantasifulde historier. James Joyce overskyggede alle med sit enestående forfatterskab og i særdeleshed romanen Ulysses. Nye navne i angloirsk litteratur er Roddy Doyle, Sebastian Barry, Patrick McCabe og Joseph O'Connor.

## Sport
Gaelic football, Hurling, og den af kvinder spillede variant Camogie, er udbredt over alt i Irland Der er 800.000 medlemmer i Gaelic Athletic Association og 2.800 foreninger med omkring 180.000, der spiller i Gaelic Football, og cirka 100.000 Hurling-spillere. Finalen i All-Ireland Championships, hvor også de nordirske Countys spiller med, finder hvert år sted i Croke Park Stadion i Dublin.
Fodbold og Rugby er også populært. Football Association of Ireland (FAI) er Irlands nationale fodboldforbund, som administrerer FAI Cuppen, Football League of Ireland Cup, FAI League of Ireland og landsholdet.
Det irske Rugby-landshold regnes for at være en af verdens bedste hold og deltager hvert fjerde år i verdensmesterskaberne og i den årlige seks-nationers-turnering med Europas bedste rugby-hold. Det irske landshold har siden grundlæggelsen 1874 repræsenteret både republikken Irland og Nordirland. Udvalgte fra de fire irske provinser Ulster, Munster, Leinster og Connacht spiller i Celtic League, som er den højeste professionelle liga med hold fra Irland, Wales og Skotland. Desuden er der de nationale irske mesterskaber. Nationalstadion er Aviva Stadium i Dublin. Der afvikles også landskampe på Ravenhill Stadium i Belfast.
Det irske fodboldlandshold udviklede sig fra begyndelsen af 1980'erne, efter at man fik de professionelle irske spillere i England til at spille for Republikken Irlands landshold. Holdet kom i 1990 overraskende i kvartfinalerne ved verdensmesterskaberne i Italien og kvalificerede sig til VM 1994 i USA og til VM 2002 i Japan og Sydkorea. Den nationale fodboldliga, Eircom League, består af to divisioner med halvprofessionelle spillere. Premier League består af 12 hold, of First Division af 10n. ligaen er organiseret af det irske fodboldforbund FAI.

## Økonomi
Der er for få eller ingen kildehenvisninger i dette afsnit, hvilket er et problem. Du kan hjælpe ved at angive troværdige kilder til de påstande, som fremføres.

De seneste år er der sket en udvikling fra landbrug til moderne service og teknologi-industri – afhængig af handel, industri og investering. Den årlige vækst i Irland var i årene 1995-2000 gennemsnitligt på 10 %, og fra 2001 til 2004 på i snit 7 %. Industrien har overtaget pladsen fra landbruget som landets ledende sektor. Her er 29 % af arbejdskraften beskæftiget, og industrien står for 46 % af landets BNP. Omkring 80 % af industriproduktionen går til eksport.
I januar 1999 skiftede Irland møntenhed fra irske pund til euro. Den høje økonomiske vækst fra 1995 til 2000 gav landet tilnavnet den keltiske tiger. I 2001 ramte den globale økonomiske krise Irlands økonomi hårdt. Særligt den højteknologiske eksportsektor. Her blev væksten næsten halveret.
Arbejdsløsheden steg fra 4,6 % i 2007 til 11,6 % i 2009.
Statsbudgettet omfattede i 2009 udgifter på 104,6 milliarder US-dollar, og indtægter på 74,82 milliarder US-dollar. Statsgælden var dermed i 2009 på 144,5 milliarder US-dollar eller 63,7 % af BNP.
Den 24. november 2010 præsenterede Irlands regering en plan til at bringe landet ud af dets store, økonomiske problemer: Nedbringelse over fire år af det offentlige forbrug med 20 %, svarende til 2,8 milliarder euro; hævelse af indkomstskatterne med 1,9 milliarder euro og et mål om at få budgetunderskuddet ned på 3 % af bruttonationalproduktet (BNP) i 2014. I november 2010 var underskuddet på 12 % af BNP. 
Irland var i november måned 2010 i forhandlinger med Den Internationale Valutafond (IMF) og EU om en hjælpepakke, og den 29. november 2010 fik landet tilsagn om en hjælpepakke på 67,5 milliarder euro fra EU, IMF, UK, Sverige og Danmark som en hjælp til at redde den irske økonomi fra at kollapse. Af den totale lånesum på 85 milliarder euro skulle Irland gennem den statslige pensionsfond selv stå for 17,5 milliarder euro. Renten blev fastsat til 5,83 %.

## Transport

### Luftfart
Det er tre store internationale lufthavne i Irland: Dublin, Shannon og Cork. Det nationale flyselskab hedder Aer Lingus, mens det største flyselskab er lavprisflyselskabet Ryanair. Ruten mellem London og Dublin er den mest brugte internationale rute i Europa og har 4,5 millioner passagerer (2006). Der er særligt gode forbindelser mellem Irland og USA, med direkte flyvninger til 10 byer fra Dublin og Shannon. Alle større amerikanske flyselskaber samt Air Canada og Aer Lingus har ruter mellem Irland og Nordamerika.

### Jernbaner
Det statslige jernbaneselskab hedder Iarnród Éireann. Dublin er center for et jernbanenetværk med to hovedstationer (Heuston og Connolly) og linjer ud til andre større byer. Enterprise er en samarbejdslinje mellem Translink i Nordirland og Iarnród Éireann og binder Dublin sammen med Belfast. 

### Busrutenet
Foruden jernbaneforbindelserne er andre byer og bymæssige bebyggelser bundet sammen af det nationale busselskab Bus Eireann, som også driver mange lokale linjer uden for Dublin. 

### Dublins kollektive trafik
Dublin har forbedret den offentlige transport, som i dag består af forstadsjernbanen DART, sporvejnettet Luas i syd og vest samt et godt udbygget busnet og et udbredt tognetværk til omkringliggende byer i nord og vest. DART-systemet er under udvidelse og opgradering, Luas-netværket skal udvides med flere linjer ved siden af byggeriet af en ny metro, som inkluderer en linje til flyvepladsen. Alt dette foregår i regi af projektet Transport 21.

### Vejnet
Der er for få eller ingen kildehenvisninger i dette afsnit, hvilket er et problem. Du kan hjælpe ved at angive troværdige kilder til de påstande, som fremføres.

Motorvejene og andre større veje styres af National Roads Authority. Resten af vejnettet står de lokale amts- og kommuneråd for.

### Færgeforbindelser
Der er en række færgeforbindelser mellem Irland og Storbritannien, samt Isle of Man i Det Irske Hav og Frankrig.

## Turisme
For hver to udenlandske turister, der besøger Irland, er den ene fra Storbritannien.
De irske campingpladser har åbent i sommerhalvåret. Irland tæller omkring 670 hoteller og 200 gæstehuse. Man kan vælge mellem gæstehuse, der kun tilbyder morgenmad og logi, de såkaldte bed & breakfast eller gæstehuse – guest houses – med op til helpension. Der er to forskellige vandrehjemsorganisationer. Independent hostels er et privat foretagende, der råder over adskillige vandrerhjem godkendt af det irske turistråd. Youth hostels kræver medlemskort og drives af Irish Youth Hostels Association. Det er også muligt at bo i farmhouses, townhouses, countryhomes, pensionater og indkvartering med self-catering.

## Forsvar
Der er for få eller ingen kildehenvisninger i dette afsnit, hvilket er et problem. Du kan hjælpe ved at angive troværdige kilder til de påstande, som fremføres.

Irlands forsvar (Engelsk): Defence Forces, irsk: Óglaigh Na hÉireann) består af tre forsvarsgrene, Army (an tArm), Air Corps (an tAerchór), Naval Service (an tSeirbhís Chabhlaigh).
Ved siden af de tre forsvarsgrene indtager det irske hjemmeværn, Reserve Defence Forces (Óglaigh Cúltaca), en selvstændig og tværadministrativ stilling. Det består af Army Reserve (Cúltaca an Airm) og Naval Service Reserve (Cúltaca na Seirbhíse Cabhlaigh). 
Den nuværende øverstbefalende er Michael D. Higgins i sin egenskab af Irlands præsident siden 2011. Forsvarets officerer lyder formelt direkte under præsidenten, men i praksis er det forsvarsministeren, der agerer på præsidentens vegne, og som rapporterer til regeringen.

### Rolle
I kraft af Irlands geografiske beliggenhed ved EU's nordvestlige grænse udgør landet et mindre strategisk sted for omverdenen, og med det ses ingen direkte ydre trussel eller fremtidige invasioner af landet. Irland har længe ført en neutralitetspolitik og er blevet internationalt anerkendt som permanent neutral, hvilket indebærer, at landet ved mellemstatslige aftaler har forpligtet sig til at opretholde neutraliteten i alle fremtidige krige. 
Irland var neutralt under 2. verdenskrig og fører en pacifistisk politik, hvorfor landets militære kapacitet er relativt beskeden. Irland har dog en tradition for at engagere sig i FN's fredsbevarende styrker. Siden 2008 deltager Irland også i det europæiske samarbejde med at opbygge militære hasteindsatsstyrker, EU's kampstyrker, hvor man har bidraget med personale til både Nordic Battlegroup 08 (NBG 08) og Nordic Battlegroup 11 (NBG 11).

### Opgaver
- Forberedelser for forsvaret af staten mod væbnet aggression.
- Bistand til de civile myndigheder, inklusive sikring af den indre sikkerhed i staten.
- Fredsbevarende, krisehåndtering og humanitære indsatser til støtte for FN.
- Fiskerikontrol i overensstemmelse med statens forpligtelser ifølge aftaler med EU.
- Andre opgaver, som tildeles af regeringen, som fx civile beredskabsopgaver som Søredning, ambulancefly og bistand ved naturkatastrofer og andre katastrofer. Desuden bistås regeringsorganer med flytransporter via Ministerial Air Transport Squadron (MATS), som er en del af landets flyvevåben.

### Forsvarsgrene

#### Hæren
Hæren består af cirka 8.500 aktive personer og 13.000 i reserven (hjemmeværnet). Landet er inddelt i tre militærområder, af administrative og operative årsager. Hvert militærområde har en infanteribrigade. På grund af landets neutralitet har man ingen pansertropper eller tungt artilleri. Man har kun i begrænset udstrækning mekaniseret sine skytteafdelinger i form af FV101 Scorpion og Mowag Piranha. Hæren sammen med reserven omfatter:
- 9 skyttebataljoner i hæren.
- 18 skyttebataljoner i hærreserven.
- 3 artilleribataljoner i hæren.
- 19 artilleribataljoner i hærreserven.

### Flyvevåbenet
Flyvevåbenet består af cirka 900 personer og har sit hovedkvarter på Casement Aerodrome sydvest for Dublin. Flyvevåbenet er den mindste af alle grene i forsvaret og har til opgave at støtte:
1. Hæren.
2. Søværnet.
3. Civile myndigheder.
4. Statlige departementer.

Ved siden af hovedopgaverne ydes støtte til:
1. Det civile fællesskab.
2. Ministerier.

Landets flyvevåben har officielt ikke længere den traditionelle rolle med forsvar og bevogtning af landets luftrum samt søredning. 
Flystyrke:
- 7 forældede lette angrebsfly, SIAI-Marchetti SF-260, som hovedsagelig anvendes som øvelsesfly.
- 15 helikopere af uens type.
- Diverse transport-, forbindelses- og patruljefly.

#### Marinen
Marinen består af cirka 1.200 personer og otte patruljefartøjer og har som opgave at overvåge landets territorialvande samt et biologisk beskyttet område (Irish Conservation Box (ICB)), syd for øen, især mod fiskeri. Marinen bistår toldvæsenet med at borde skibe, som anvendes til narkosmugling. 
- Irish Naval Service offshore-skib:[15]
  - LÉ Emer (P21).
  - LÉ Aoife (P22).
  - LÉ Aisling (P23).
- Marinens kystbevogtningspatruljebåde: 
  - LÉ Orla (P41).
  - LÉ Ciara (P42).
- Marinens større patruljebåde:
  - LÉ Róisín (P51).
  - LÉ Niamh (P52).
- Marinens patruljebåde med helikopterplatforme:
  - LÉ Eithne (P31).

### Kaserner
Det irske forsvar har et antal kaserner i Irland.
| Navn                          | Sted                     |
| ----------------------------- | ------------------------ |
| Högkvarter                    | Dublin                   |
| Aiken Barracks                | Dundalk                  |
| Casement Aerodrome            | Baldonnel                |
| Cathal Brugha Barracks        | Rathmines                |
| Collins Barracks              | Cork                     |
| Coolmoney Camp                | Glen of Imaal            |
| Custume Barracks              | Athlone                  |
| Curragh Camp                  | Curragh                  |
| Dún Úi Mhaolíosa              | Galway                   |
| Finner Camp                   | Ballyshannon             |
| Gormanstown Camp              | Gormanstown              |
| Haulbowline Naval Base        | Cork                     |
| Kickham Barracks              | Clonmel                  |
| Kilbride Camp                 | Kilbride, County Wicklow |
| Lynch Camp                    | Kilworth                 |
| McKee Barracks                | Dublin                   |
| Sarsfield Barracks            | Limerick                 |
| St Bricín's Military Hospital | Dublin                   |
| Stephen’s Barracks            | Kilkenny                 |

### Fodnoter
1. ↑  Før 2002 brugte Irland punt (irske pund) som sin cirkulerede valuta. Euroen blev indført som en regnskabsmæssig valuta i 1999.